# Vhils
Alexandre Manuel Dias Farto CvSE (Vhils, como é conhecido na cultura graffiti) (Lisboa, 1987) é um pintor e grafiteiro português, conhecido pelos seus "Rostos" esculpidos em paredes.

## Carreira
Nasceu em Lisboa em 1987. Terminou os seus estudos em 2008 na University of the Arts em Londres. Iniciou-se em pintura em 1998 com apenas onze anos. Pintava muros de ruas e comboios da margem sul do rio Tejo.
Como artista urbano, mais recentemente, sendo as suas obras, o fruto do seu ideário e o mundo que o envolve. Este artista de Lisboa, a partir das suas raízes do graffiti/street art tem vindo a explorar novos caminhos dentro da ilustração, animação e design gráfico, misturando o estilo vectorial com o desenho à mão livre, aliado a formas contrastadas e sujas, que nos remetem para momentos épicos.
A destacar também a abertura recente da sua exibição de interior/ar livre, "building 3 steps", com Miguel Maurício. 
Em 2009, ficou conhecido quando uma das caras esculpidas por ele apareceu ao lado de um graffiti de Bansky no Cans Festival em Londres. 
Em 2011, desenvolveu uma técnica usando explosivos, grafite, restos de cartazes e até retratos feitos com metal enferrujado para criar retratos e frases. 
Existem trabalhos seus espalhados por vários locais do mundo como as cidades portuguesas de Lisboa, Porto e Aveiro, além de capitais como Londres, Berlim, Moscovo, Bogotá, e cidades como Medellín, Cali (na Colômbia), Nova York, Los Angeles, Grottaglie (sul da Itália)."
Em 2012, recriou uma guitarra portuguesa para a colecção Tudo isto é... autores da Malabar. 
Além dos famosos trabalhos murais no espaço público, homenageando José Saramago, Zeca Afonso, entre outros, Vhils tem criado serigrafias e a instalações de arte.

## Reconhecimento
2012 - Foi orador no TEDxAveiro  
2015 - foi feito Cavaleiro da Ordem Militar de Sant'Iago da Espada.
2015 - Foi premiado pelo movimento I Support Street Art  

## Galeria

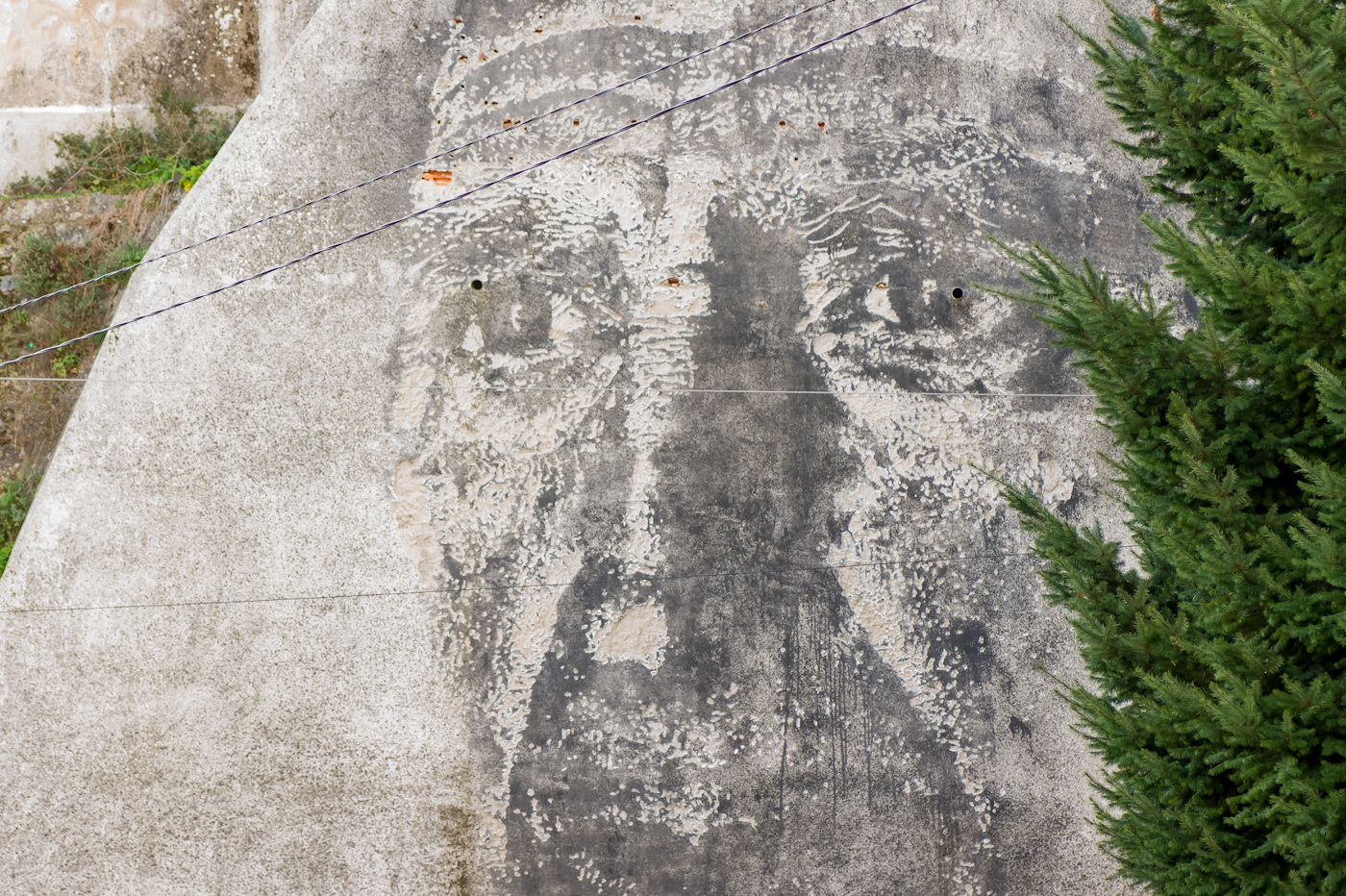
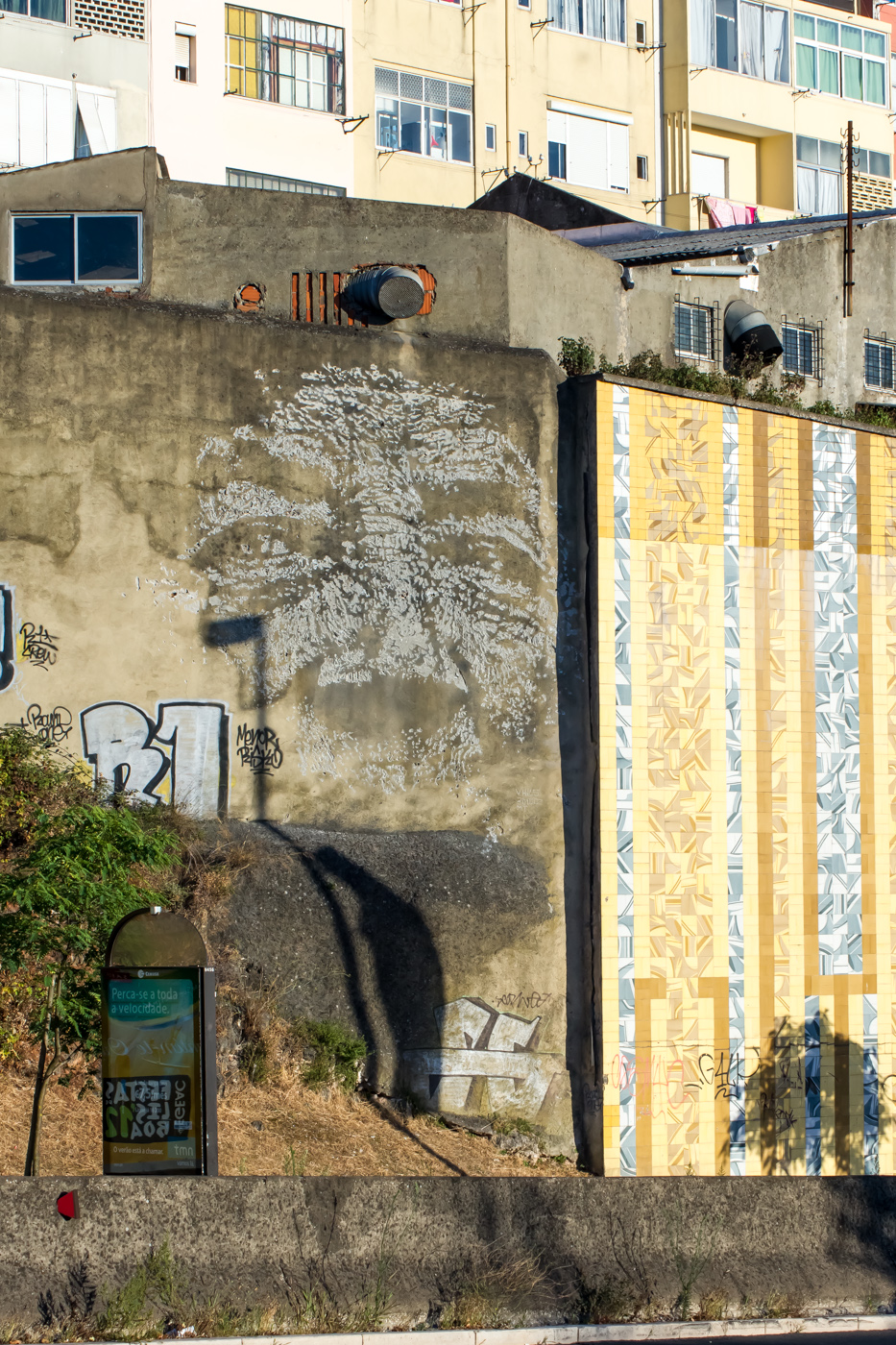
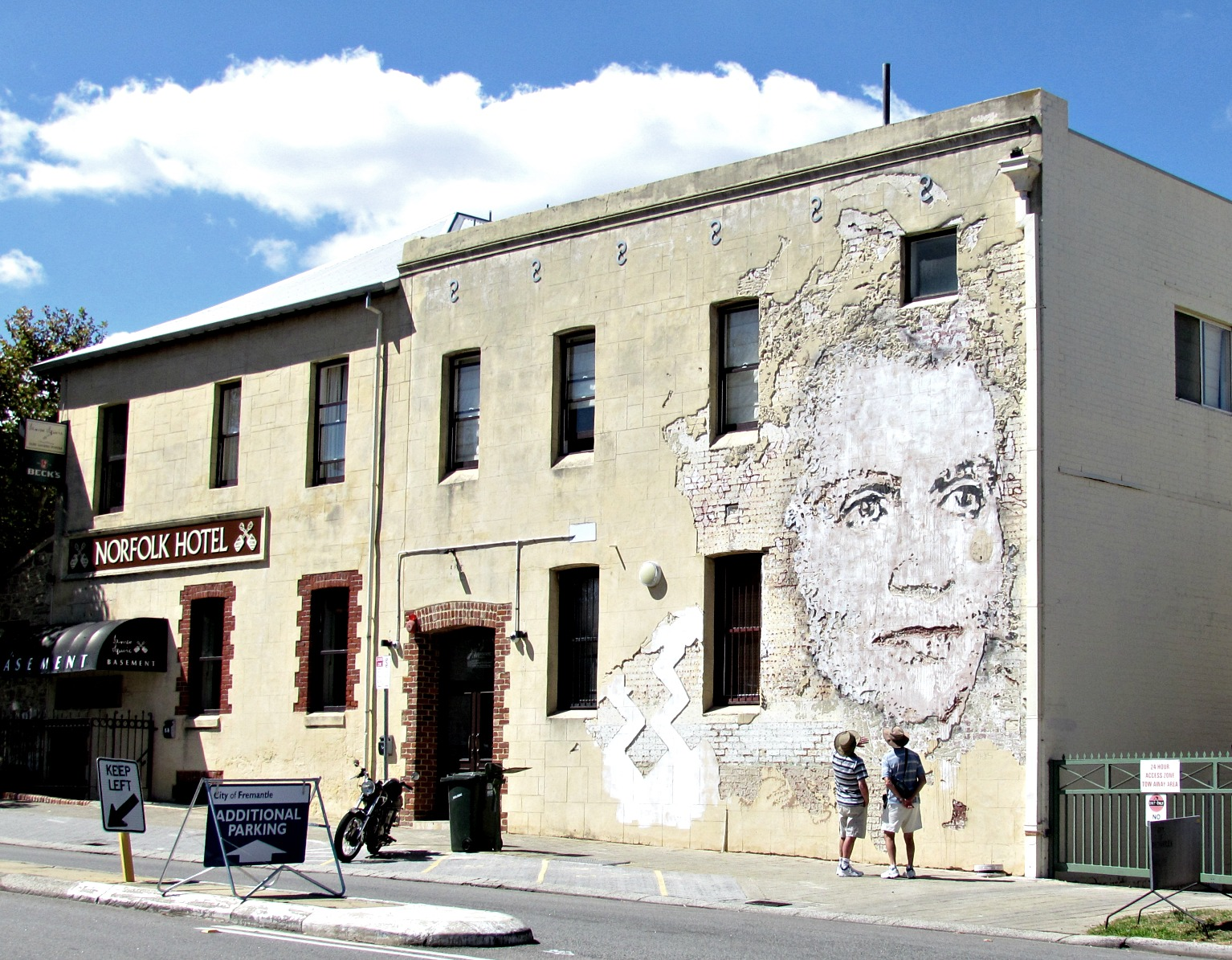
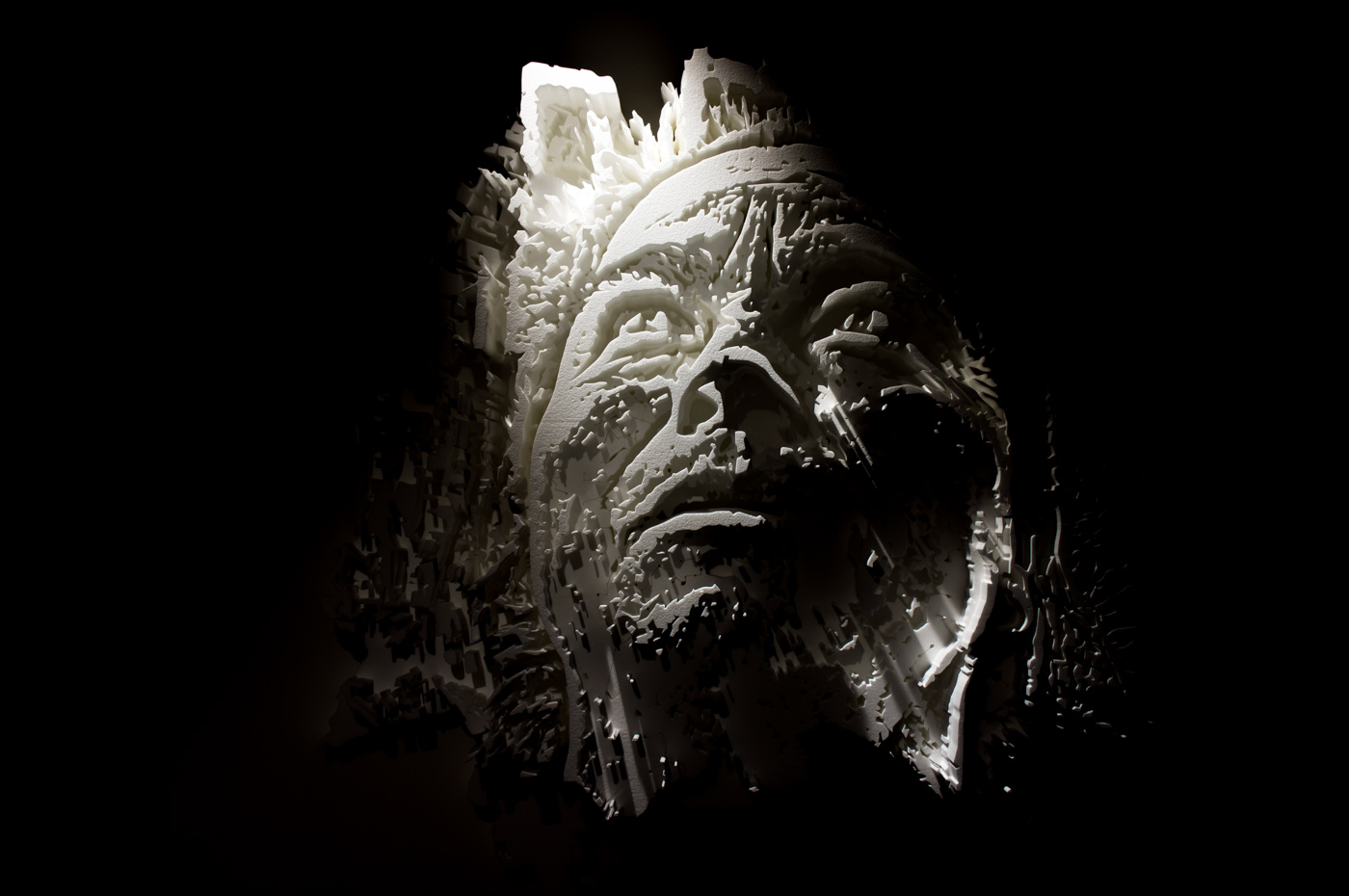

## Exposições
Individuais
- 2024 - Viewing Room, Vera Cortês Gallery, Lisboa
- 2020 - Momentum, Magda Danysz Gallery, Paris [13]
- 2020 - Haze, Contemporary Arts Center, Cincinnati [14]
- 2019 - Realm, Danysz gallery, Xangai [15]
- 2019 - Incisão, CAIXA Cultural Brasília [16]
- 2018 - Fragments Urbains, Le Centquatre-Paris, Paris
- 2018 - Décombres, Danysz Gallery, Paris, France
- 2018 - Annihillation, Over the In fluence Gallery, Los Angeles [17]
- 2018 - Intrínseco, Vera Cortês Gallery, Lisboa

- 2017 - Vhils X CAFA Museum, Pequim [18]
- 2015 - Dissonance, Lazarides, Londres [19]
- 2014 - Vestiges, Magda Danysz Gallery, Paris [20]
- 2012 - Entropy, Magda Danysz Gallery, Paris [21]
- 2012 - Alexandre Farto aka Vhils: Intrínseco , Galeria Vera Cortes, Lisboa [22]
- 2012 - Visceral, Magda Danysz Gallery, Xangai [23]
- 2009 - Scratching the surface, Lazarides, Londres
- 2008 - Even if you win the rat race

Colectivas
2009 - Terroir/Graffiti 
2010 - Carris Arte em Movimento 